# Emma Sachse

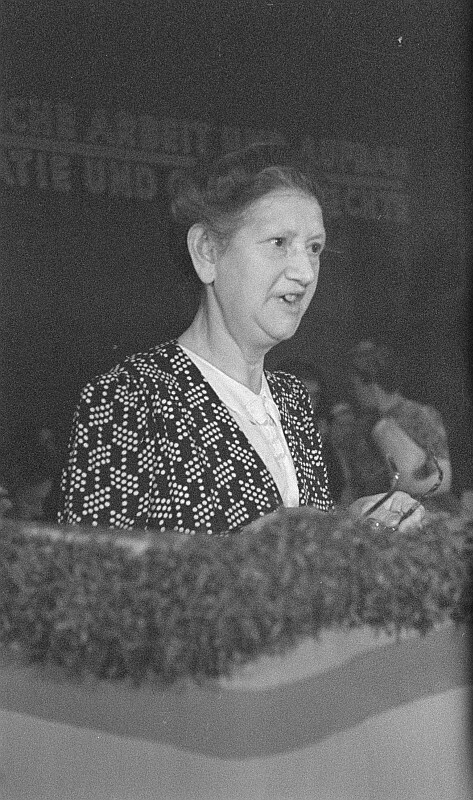
Emma Sachse auf der Ersten Delegiertenkonferenz der Frauenausschüsse 1946 in Berlin

Emma Sachse, geborene Claus (* 8. Mai 1887 in Göttingen; † 24. Januar 1965 in Leipzig) war eine deutsche Frauenpolitikerin, Landespolitikerin (SPD/SED) und Landesvorsitzende der AWO in Thüringen.

## Leben
Sachse entstammte einer kinderreichen Familie. Ihr Vater war ungelernter Wegewärter, die Mutter und die Kinder haben durch Heimarbeit die Familie mit unterhalten. Sie besuchte sechs Klassen der Volksschule und half nach dem Schulunterricht wie die anderen in der Familie beim Abwiegen und Einpacken von Seifenpulver für eine Seifenfabrik. Nach dem Ende ihrer Schulzeit arbeitete sie als Kinderwärterin in anderen Familien. Als 15-Jährige wurde sie Dienstmädchen in Leipzig und erlebte den diametralen Gegensatz in den Lebensmöglichkeiten zwischen den unterdrückten und den herrschenden Klassen.
1905 lernte sie dort ihren künftigen Ehemann – einen Buchdrucker aus Altenburg – kennen, den sie 1909 heiratete. Sie bildete sich durch die sozialistische Tagespresse „Leipziger Volkszeitung“ und die Frauenzeitschrift „Die Gleichheit“ weiter und wurde eine engagierte Kämpferin für den Sozialismus, eine unterdrückungsfreie und frauenfreundliche Gesellschaft. 1913 zog sie mit ihrem Mann nach Altenburg, wo dieser für die „Altenburger Volkszeitung“ arbeitete. 1914 trat sie in die Sozialdemokratische Partei Deutschlands (SPD) ein und setzte sich seither für die Anerkennung der Frauenrechte – bei der eigenen Partei beginnend – in der ganzen Gesellschaft ein. Nach dem Ersten Weltkrieg vertrat Emma Sachse – inzwischen mit Thüringer Staatsangehörigkeit –, die sozialistischen Frauen Ostthüringens auf einer Reichsfrauentagung der SPD in Kassel, der weitere folgten. Sie engagierte sich in verschiedenen Parteigremien, auf Parteitagen und war von 1927 bis 1933 Angehörige des Parteiausschusses.
Seit 1920 gehörte sie ununterbrochen dem Thüringer Landtag an. Von den insgesamt sieben weiblichen Abgeordneten im Landtag waren Emma Sachse und Marie Schulz als einzige über einen längeren Zeitraum kontinuierlich vertreten. Emma Sachse war ab 1932 die einzige weibliche Abgeordnete, die sowohl im Haushaltsausschuss, im Ausschuss für Gesetzgebung und Verwaltung, im Ausschuss für Gesetzgebung und Sozialpolitik sowie als Stellvertreterin im Gesuchsausschuss tätig wurde. 1928 und 1932 war Sachse Kandidatin für die Wahlen zum Deutschen Reichstag.
Seit Beginn der Weimarer Republik setzte sie sich für die Gründung von Frauengruppen ihrer Partei wie auch für die Gründung von Ortsgruppen der Arbeiterwohlfahrt (AWO) ein. Ab 1929/30 übernahm sie den Vorsitz im AWO-Landesausschuss des Bezirkes Großthüringen und half dabei mit, das Elend vieler Arbeiterfamilien zu lindern.

## Zeit des Nationalsozialismus
Nach der Machtübertragung an die NSDAP 1933 wurde Emma Sachse in „Schutzhaft“ genommen und kam in das Altenburger Gefängnis. Nach ihrer Entlassung arbeitete sie als „Reisende mit Textilwaren“, während ihr Mann und ihr Sohn sechs Jahre lang keine Arbeit fanden. In dieser Zeit lernte sie viele Antifaschisten kennen, die sie unterstützten, bis sie später selbst an der Widerstandsbewegung teilnahm. Im August 1944 wurde sie im Rahmen der „Aktion Gitter“ erneut verhaftet und in das KZ Ravensbrück deportiert. Hier lernte sie die ehemalige KPD-Reichstagsabgeordnete Johanna Himmler kennen, deren Freundschaft ihr das Überleben erleichterte.

## Nach Kriegsende
Als die NS-Herrschaft beseitigt war, nahm Sachse am 15. Juni 1945 an den Gründungsveranstaltungen von SPD und FDGB in Berlin teil, bevor sie am 29. Juni 1945 nach Altenburg zurückkehrte und dort ihre politische Arbeit wieder aufnahm. Eines ihrer politischen Ziele war die Herstellung der Arbeitereinheit, die sie als Voraussetzung für eine sozialistische Entwicklung ansah. Sie engagierte sich im Vorstand der Sozialversicherungsanstalt Thüringen, im Kreisvorstand der SPD, in der Stadtverwaltung, im Ausschuss „Opfer des Faschismus“ sowie im Umsiedlerausschuss und Ernährungsbeirat. Sie zählte zu den Spitzenfunktionären der SED im Landesvorstand Thüringen und im Parteivorstand in Berlin, wo sie sich für die Streichung des Paragrafen 218 BGB engagierte. Sie leitete den Antifa-Frauenausschuss in Altenburg und im Landkreis. Bis September 1948 war sie Kreisfrauenreferentin des Demokratischen Frauenbundes Deutschlands (DFD). Emma Sachse gehörte in der Nachkriegszeit der Beratenden Landesversammlung an. Im I. und II. Thüringer Landtag führte sie ihre parlamentarische Arbeit fort und arbeitete schwerpunktmäßig in den Bereichen Sozialpolitik und Frauenarbeit. In der Jahresmitte 1948 wurde sie in einen halbjährigen Erholungsurlaub geschickt, aber nach ihrer Rückkehr erhielt sie als ehemals führendes SPD-Mitglied keine bedeutende politische Funktion mehr. In lokalen Bereichen: als Vorsitzende der Volkssolidarität Altenburg und in örtlichen Parteigremien war sie aber weiterhin tätig. Im höheren Alter übersiedelte sie nach Leipzig und arbeitete dort in der Nationalen Front mit.

## Veröffentlichung
- Klara Zetkin, eine Tochter des deutschen Volkes, Altenburg [Ernst-Thälmann-Str. 8] : Sozialistische Einheits-Partei Deutschlands, Kreisvorst. Altenburg, Frauenabt., [1947]

## Nachwirkungen
Die Emma-Sachse-Ehrung als höchste Auszeichnung der AWO Thüringen wird seit 1999 einmal im Jahr für besondere Verdienste im Rahmen des jährlichen AWO-Balles verliehen.
Bisherige Preisträger sind u. a.:
- 1999 Erika Schneider
- 2000 Werner Voigt
- 2001 Hildegard Fischer
- 2002 Herta Rudloff
- 2003 Johanna Tietsch
- 2004 Teresa Kettner;
- 2005 Ursula Gräbedünkel
- 2006 Konrad Eberitzsch
- 2007 Ilse Börner
- 2008 Gudrun Dietrich
- 2009 Ilona Holz
- 2010 Rosemarie Selle
- 2011 Walter Thomas
- 2012 Anni Ortloff
- 2013 Wolfgang Metz
- 2014 Gerhard Dittel
- 2015 Gudrun Becker
- 2016 Roswitha Jendrzeyewski
- 2017 Bernhard Maak
- 2018 Lore Mikolajczyk[2]
- 2019 Karl-Heinz Stengler[3]